# Druhá čečenská válka
Druhá čečenská válka, v pozdější fázi známa jako válka v severním Kavkazu, byla zahájena Ruskou federací 8. srpna 1999, kdy ruské síly z velké části znovu ovládly separatistický region Čečenska a ukončena 16. dubna 2009 zrušením stavu antiteroristické operace.

## Příčiny a průběh války

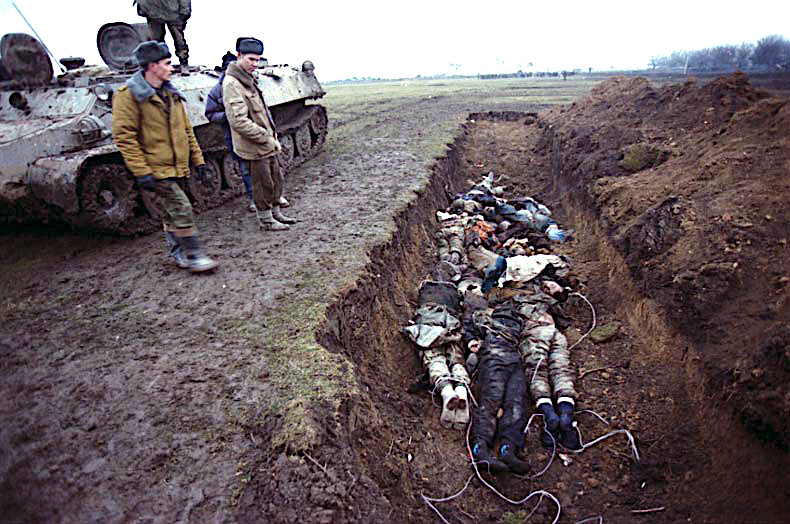
Masový hrob v Čečensku

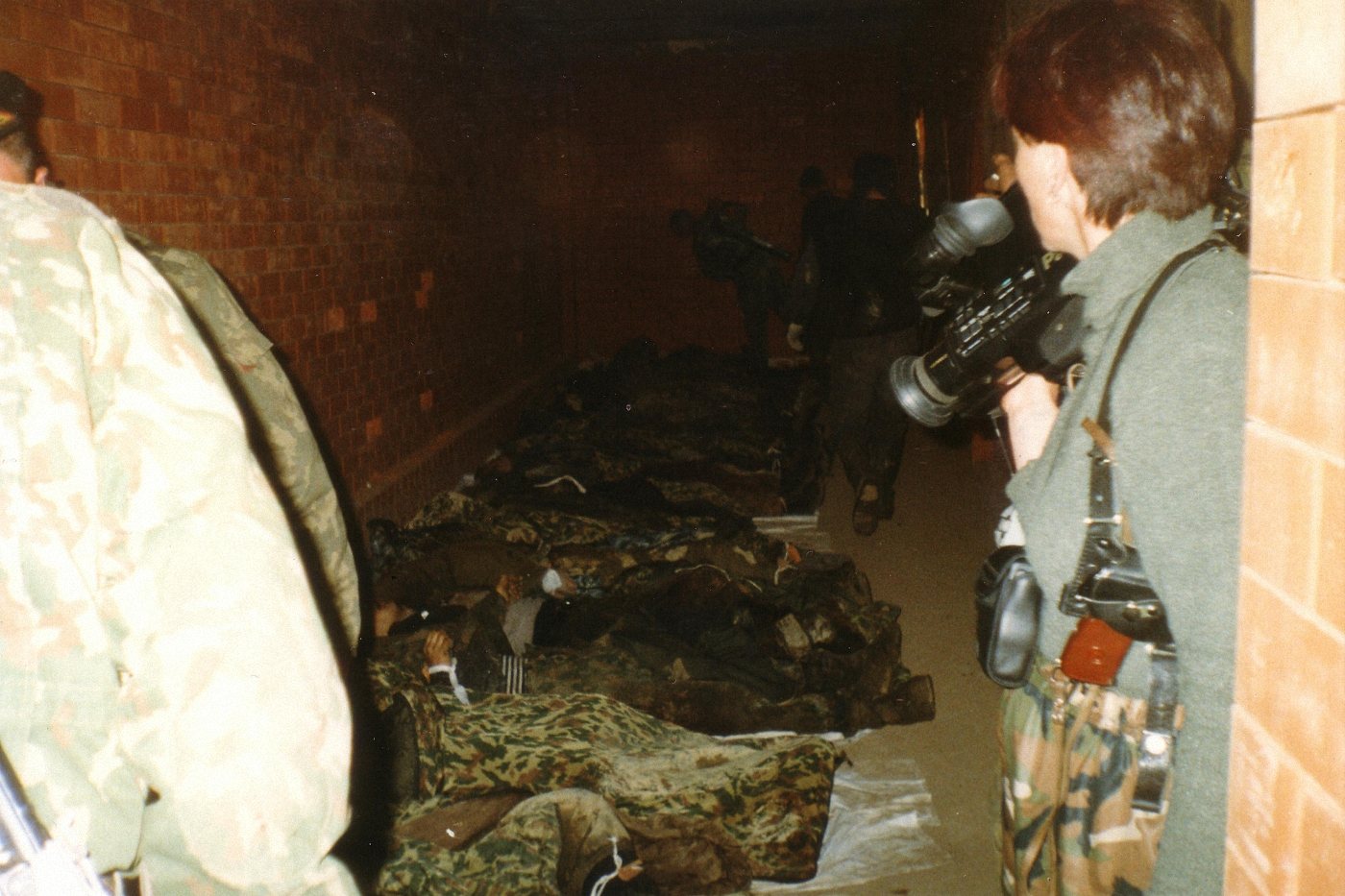
Mrtví policisté z útoku na konvoj permské pořádkové policie u Džani-Vedena

Jako jeden z nejzávažnějších důvodů pro vojenský zásah v Čečně byl označen tranzit kaspické ropy přes čečenské území, ačkoli Rusko tento důvod opakovaně odmítlo. V létě 1994 účastníci zasedání v Istanbulu posuzovali variantu trasy ropovodu Baku-Groznyj-Novorossijsk, hned nato pronesl prezident Boris Jelcin, že "čečenský problém musí být vyřešen do prosince". Nestalo se tak ani do prosince, ani později.
Oficiálním ruským popudem k válce byla invaze do Dagestánu provedená Islámskou mezinárodní brigádou a bombové útoky na ruské obytné domy, při kterých zahynulo přes 300 lidí, a za které Rusko vinilo čečenské separatisty.
Kampaň z velké míry zvrátila výsledek první čečenské války, ve které nabyl region de facto nezávislosti jako Čečenská republika Ičkeria. Válka přivábila velký počet bojovníku džihádu ze zahraničí, kteří se 10. srpna 1999 dokonce pokusili v obsazené části Dagestánu vyhlásit "nezávislý Islámský stát Dagestán".
Během počáteční kampaně čelila ruská armáda a proruské čečenské polovojenské organizace separatistům v otevřeném boji. V únoru 2000 po zimním obléhání nakonec dobyly Groznyj a v březnu 2000 už armáda kontrolovala celé území. Rusko nastolilo přímou vládu nad Čečenskem v květnu 2000 a jmenovalo promoskevskou vládu. Po totální ofenzívě způsobovali čečenští partyzáni dále těžké ztráty ruským silám a stáli proti ruské politické moci v Čečensku po několik dalších let. Povstalci zaútočili také na ruské civilisty. Tyto teroristické útoky, stejně jako rozsáhlé porušování lidských práv teroristů ruskými silami, vyvolaly silnou jednostrannou kritiku ze strany západních a muslimských zemí. Teprve po událostech 11. září 2001 se začalo západní mínění od podpory radikálních islamistů odvracet.[zdroj?]
Rozsáhlé boje byly nahrazeny partyzánskou válkou a bombovými útoky na vojáky federace a síly regionální vlády. Násilí se často odehrávalo i v sousedních regionech.
Postupně ale byli partyzáni potlačeni a válka byla oficiálně ukončena 16. dubna 2009, kdy byl zrušen stav antiteroristické operace.

## Terorismus
Po prvním ruském vojenském zásahu (1994–1996) zavládl v zemi chaos, po kterém následoval vzestup islámského radikalismu.

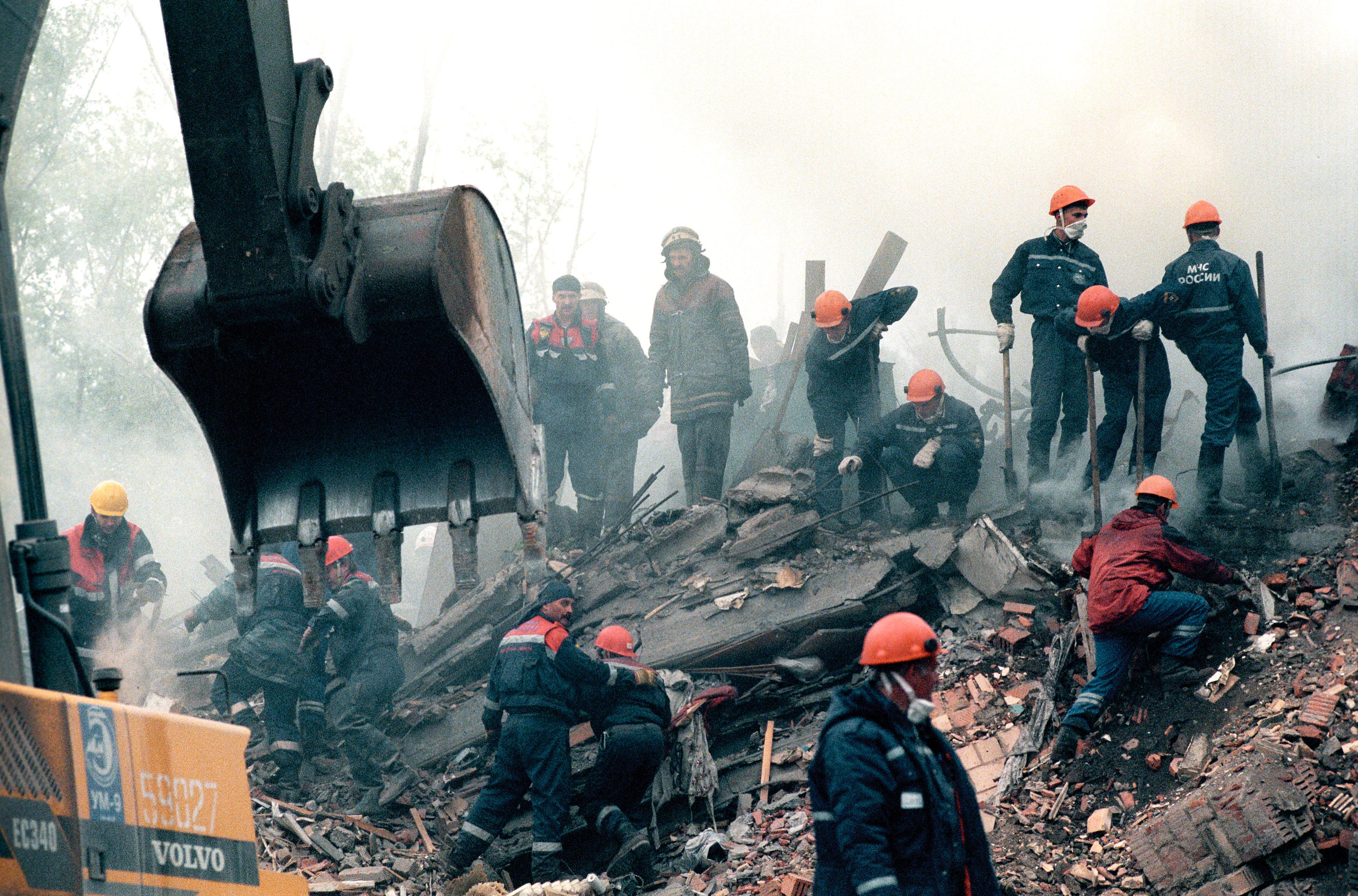
Odklízení trosek po bombovém útoku v Moskvě, 14. září 1999

Mezi známější teroristické útoky spáchané čečenskými separatisty patří přepadení moskevského divadla na Dubrovce čečenským ozbrojeným komandem během představení muzikálu Nord-Ost a útok ingušských a čečenských teroristů na školu ve městě Beslan.
Anna Politkovská 28. dubna 2003 v ruském týdeníku Novaja Gazeta (vlastnil jej Alexandr Lebeděv) odhalila, že jeden údajně mrtvý člen čečenského komanda z Dubrovky „přežil“, a nyní pracuje pod jinou identitou v Putinově tiskovém oddělení (šlo o bývalého představitele čečenské vlády v Jordánsku, viz záhadný " jordánský" přítel Basajeva velitel Chattáb, jenž byl na podzim 2002 údajně otráven). Politkovská tvrdila, že mezi teroristy byli agenti ruských tajných služeb. Podle ní šlo o „řízený teroristický útok“, o jehož přípravě věděly tajné služby i vedení země. K odpovědnosti za útok se týden po tragédii přihlásil čečenský polní velitel Šamil Basajev.
Ruský podnikatel a svého času vlivná osobnost z okolí ruského prezidenta Jelcina Boris Berezovskij obvinil agenty ruské Federální bezpečnostní služby ze spáchání tří teroristických útoků na obytné domy v Moskvě a Volgodonsku v roce 1999, jejichž následkem zahynulo přes tři sta osob.
Pochybnosti jsou také o čečenském útoku na Moskevské letiště Domodědovo.

## Důsledky a hodnocení války

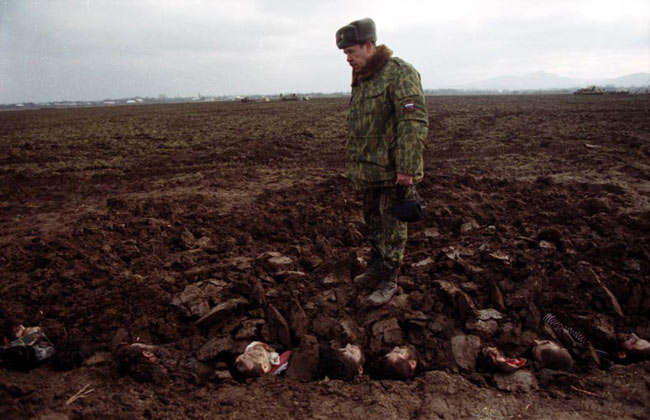
Ruský voják stojí na hromadném hrobě Čečenců v Komsomolskoje, 2000

Přesný počet obětí není znám. Ve druhé čečenské válce bylo zabito přes 60 000 bojovníků a civilistů. Odhady civilních obětí se značně liší. Podle promoskevské čečenské vlády zemřelo nebo se pohřešovalo ve dvou válkách 160 000 bojovníků a civilistů, včetně 30 000–40 000 Čečenců a asi 100 000 Rusů; zatímco vůdce separatistů Aslan Maschadov opakovaně tvrdil, že v důsledku těchto dvou konfliktů zemřelo asi 200 000 etnických Čečenců. Stejně jako v případě vojenských ztrát nelze tato tvrzení nezávisle ověřit. Podle sčítání ruské lidskoprávní skupiny Memorial z roku 2007 zemřelo nebo zmizelo od roku 1999 až 25 000 civilistů. Například Amnesty International v roce 2007 odhadovala počet obětí na 25 000 jen při útoku na město Groznyj v roce 1999, zatímco dalších 5 000 lidí bylo pohřešováno. Celkový počet obětí dvou ruských intervencí v první čečenské válce a druhé čečenské válce se odhaduje na 300 000 lidí z celkového počtu 1 milionu obyvatel. Společnost rusko-čečenského přátelství stanovila svůj odhad celkového počtu obětí ve dvou válkách na přibližně 150 000 až 200 000 civilistů. 

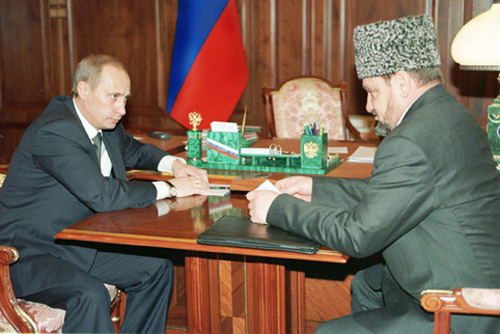
Prezident Putin během jednání s Achmatem Kadyrovem, 18. ledna 2001

Podle názoru některých politologů nese za kontroverzní plošné kobercové bombardování civilních sídlišť přímou politickou zodpovědnost Vladimir Putin.